# فابیانا والخوس
فابیانا والخوس (انگلیسی: Fabiana Vallejos؛ زادهٔ ۳۰ ژوئیهٔ ۱۹۸۵) بازیکن فوتبال اهل آرژانتین است.

وی همچنین در تیم ملی فوتبال زنان آرژانتین بازی کرده‌است.